# Conny L.A. Petersson
Conny Lennart Albin Petersson, född 16 mars 1947 i Motala församling, Östergötlands län, är en svensk författare. Petterson har skrivit böcker om bland annat runor, runstenar, Rökstenen, flygtillverkning och lokalhistoria.